# Centre culturel de Wolfsburg
Le centre culturel de Wolfsburg est un centre culturel situé à Wolfsburg (Allemagne). Il a été conçu par l'architecte et designer finlandais Alvar Aalto en 1959 et inauguré en 1962. Le bâtiment est classé monument historique et est considéré comme une œuvre d'art globale, car même les détails comme les meubles, les lampes et les poignées de porte ont été conçus par Aalto.

## Histoire
Le centre a été conçu dans le but de fournir un lieu de rencontres et d'activités culturelles pour équilibrer la vie monotone typique d'une ville industrielle. 
Le 1er juillet 1958, le conseil municipal de la ville de Wolfsburg, fondée exactement 20 ans plus tôt, a demandé à Aalto, mondialement connu, de concevoir un centre culturel. Le bâtiment devait être conçu pour trois fonctions : Bibliothèque, université populaire et "centre de loisirs pour la jeunesse". Un contre-projet fonctionnaliste de l'architecte allemand Paul Baumgarten, également demandé, qui prévoyait trois bâtiments séparés reliés par des escaliers extérieurs, fut refusé,. Le projet d'Aalto prévoyait à l'est de la maison de la culture, à l'emplacement de l'actuelle "mairie B", un "jardin culturel" avec un théâtre et une annexe de la mairie, mais il ne fut pas réalisé.
Le bâtiment fut inaugurée le 31 août 1962, après à peine quatre ans de travaux. Les coûts se sont élevés à environ six millions de marks.
Au début, la maison de la culture jouxtait encore les espaces verts de la colline Klieversberg avec la bibliothèque pour enfants sur le côté sud-est. Dans les années 1960, des thés dansants avec musique de fanfare étaient organisés dans le jardin sur le toit. Une partie du bâtiment était constituée d'une rangée de magasins linéaires le long de la rue Porschestraße, encore très fréquentée à l'époque, qui abritait des petits commerces de détail, dont un fleuriste et une agence de voyages. Plus tard, des espaces d'exposition pour la bibliothèque et des salles pour d'autres activités culturelles furent aménagés dans les anciens magasins.
Dans les années 1980, le centre de jeunesse a été installé dans un autre bâtiment. Dans les années 1990, l'université populaire a également quitté le centre culturel et le bâtiment a été rebaptisé "maison de la culture Alvar Aalto". En 2001, un bistrot italien a été aménagé dans l'ancien centre de jeunesse autour de l'ancien bar à lait. Certaines pièces du centre de jeunesse ont été mises à la disposition de la bibliothèque. En été 2012, à l'occasion du 50e anniversaire de la maison de la culture, le toit a été rendu accessible de l'extérieur par une construction d'escalier temporaire. Un bar a été spécialement aménagé dans le jardin sur le toit.

## Description
Le complexe se compose de quatre parties : la bibliothèque municipale, l'élément dominant, avec une petite école pour l'éducation des adultes ; un secteur pour le divertissement et les loisirs ; un secteur pour les clubs et les réunions ; et un secteur pour les événements communautaires, avec des terrasses et des salons.
Le bâtiment est conçu sous la forme d'un cloître, fermé autour de sa place centrale. Les quatre parties du centre culturel forment un seul bâtiment, articulé en différents volumes. Ce jeu d'articulations, caractéristique de l'architecte Alvar Aalto, confère au centre ses caractéristiques les plus importantes, tout en séparant les zones selon leurs fonctions. Le lien est établi entre les unités différentielles, après concaténation des unités successives.
Au rez-de-chaussée se trouvent les commerces sur rue, l'accès à la bibliothèque et aux salles de conférence, l'accès à la "maison des jeunes", à la bibliothèque pour enfants et au service des affaires civiles.
À l'étage se trouvent les salles de l'université, les ateliers et les salles de club, ainsi qu'une cour pour diverses activités. La salle de lecture de la bibliothèque et l'auditorium forment les volumes qui survolent la rue.
L'éclairage, très particulier aux œuvres d'Aalto, repose sur une illumination zénithale à travers de verrières.
Les façades sont faites de marbre blanc et bleu de Carrare combiné à de la syénite du Pamir. L'intérieur est fait de granite et de bois.
Partant d'une conception rationaliste, Aalto a humanisé les volumes et les espaces intérieurs en introduisant de nouveaux matériaux et de nouvelles formes.

## Galerie

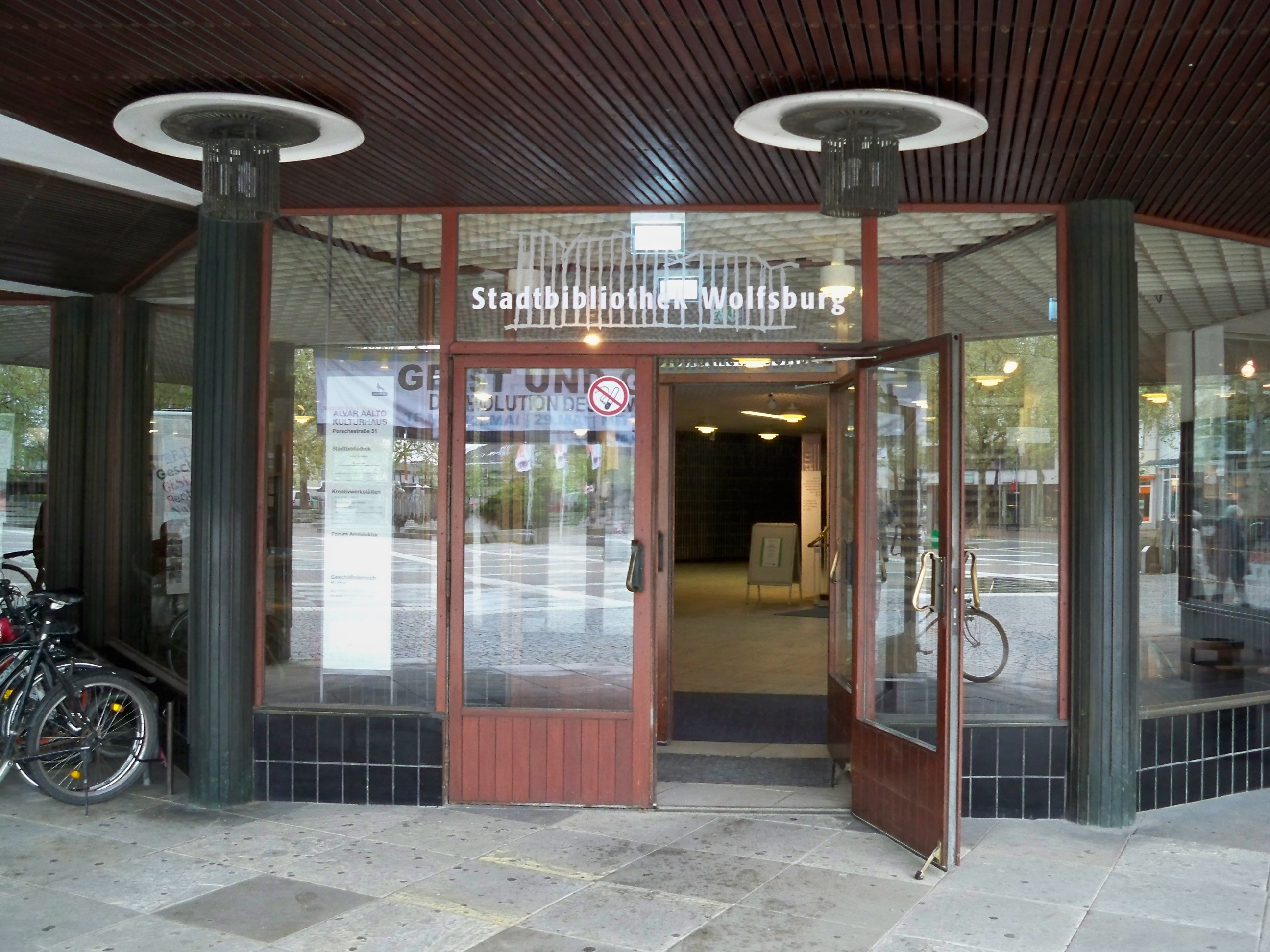
Entrée principale
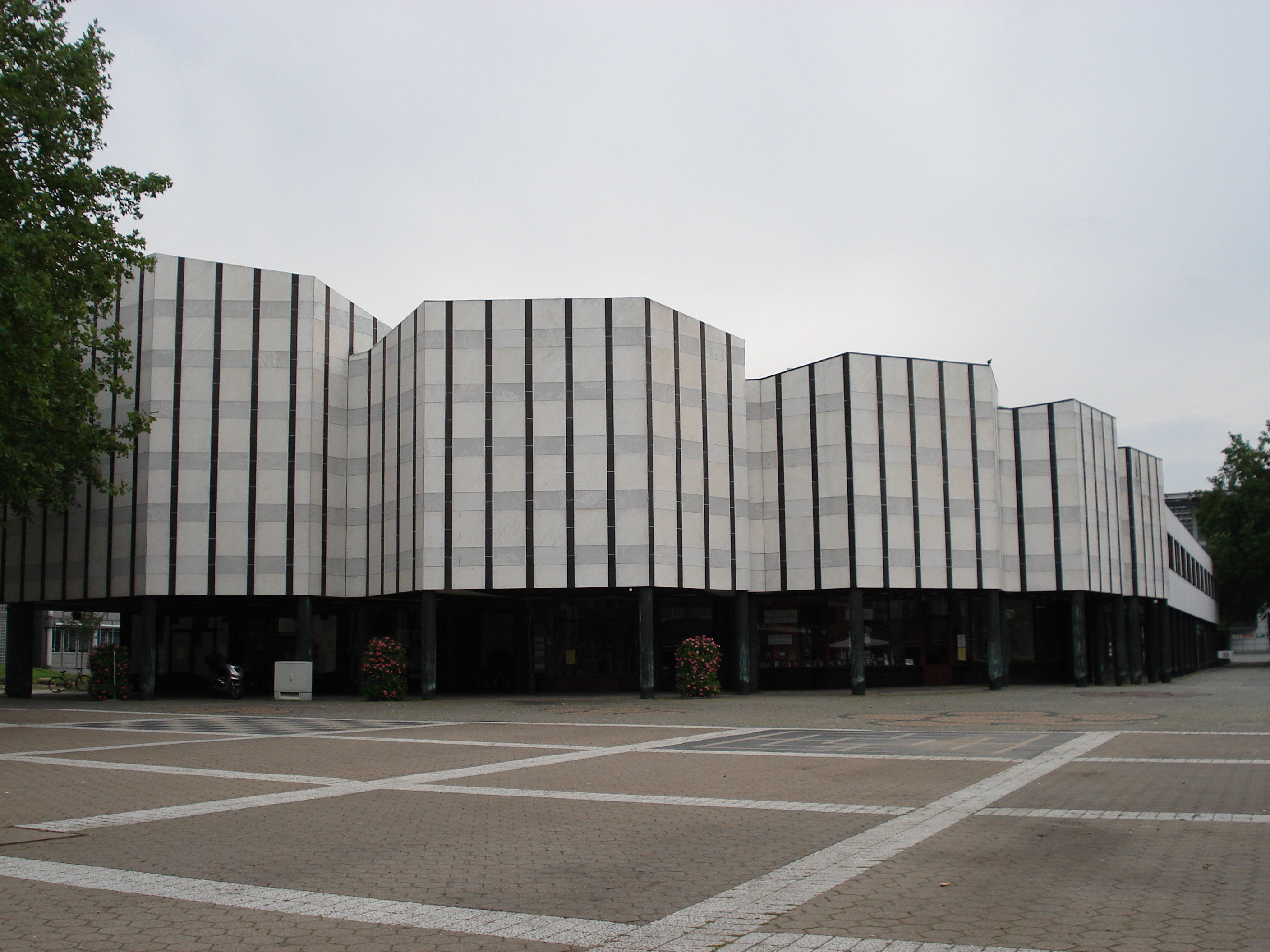
Façade principale nord
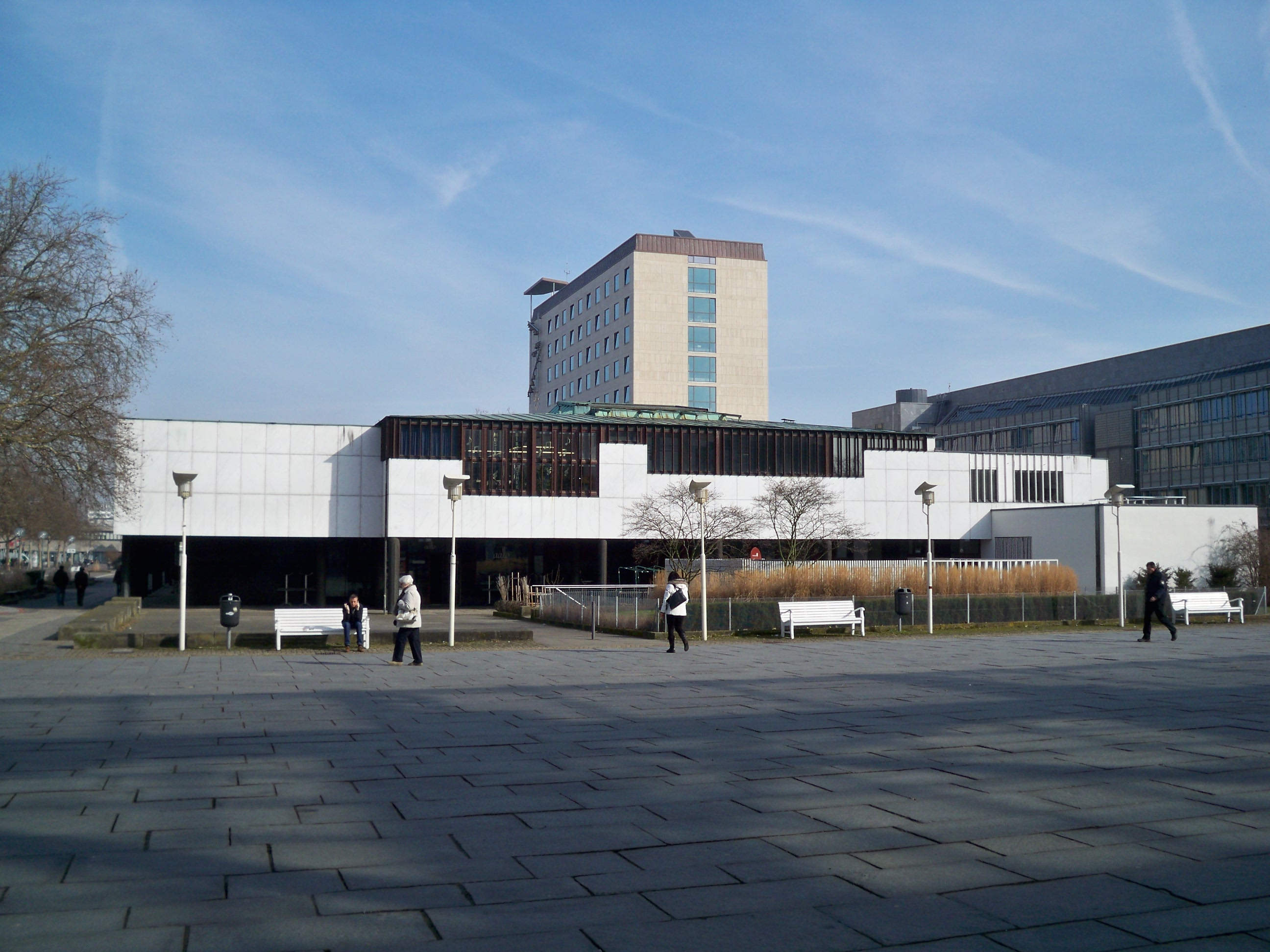
Façade sud
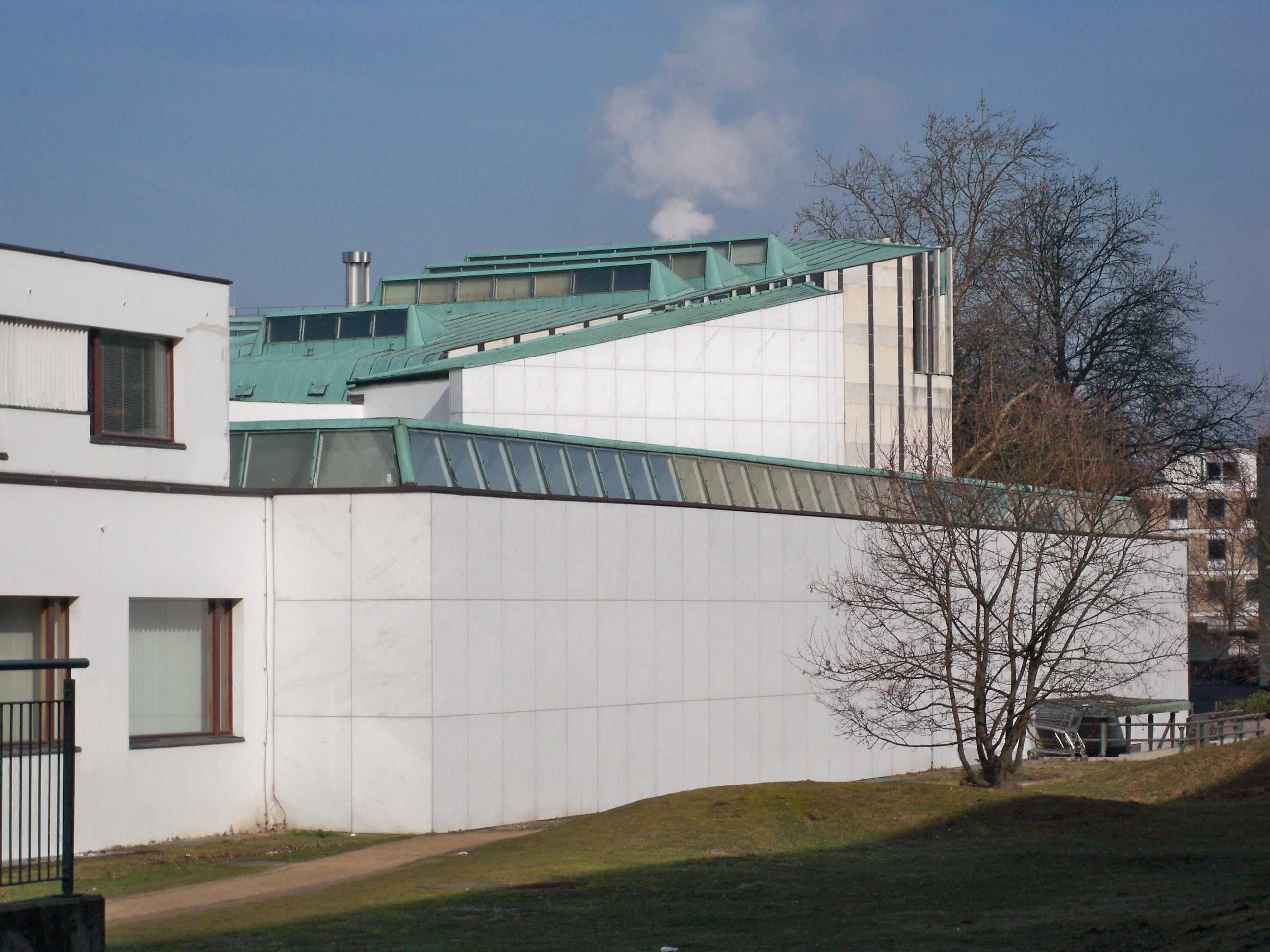
Façade sud-ouest
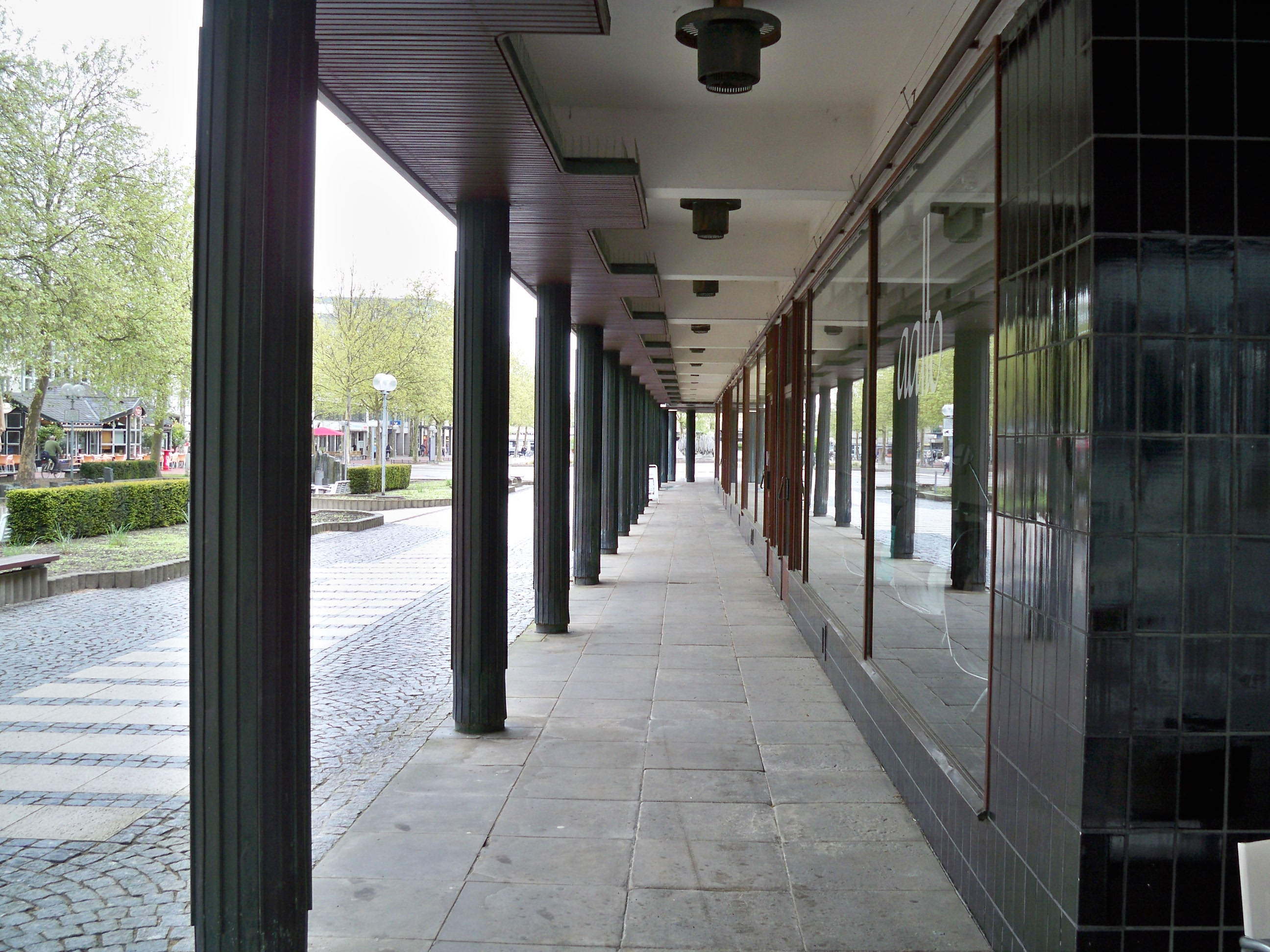
Arcades